# ヴィルヘルム・ペッテション＝ベリエル
ヴィルヘルム・ペッテション＝ベリエル（Wilhelm Olof Peterson-Berger, 1867年2月27日 - 1942年12月3日）は、スウェーデンの作曲家、音楽評論家。ピアノ曲集『フレースエーの花々』は代表作としてスウェーデン国内では有名。音楽評論家としてとはその毒舌のために怖れられた。

## 生涯
ヴィルヘルム・ペッテション=ベリエルは、スウェーデン北部のボスニア湾に面する海岸のウランゲル(Ullanger)で1867年に生まれ、北部のヴァステルボーテン(Vasterbotten)海岸で学校生活を送った。
音楽の素養は母から受け継いだ。母がベートーヴェンの月光ソナタを弾くのに聴きほれたのが、最初の音楽体験とされている。ピアノを即興演奏し、作曲することに生涯情熱を傾けた。
1886年にストックホルムの王立音楽大学オルガン科に入学。すぐに作曲科で学ぶことも認められた。
スウェーデンの中部地域で西にノルウェーと接している山岳地イェムトランド(Jamtland)は、ヴィルヘルム・ペッテション=ベリエルを魅了した土地であり、インスピレーションの源だった。初めてのエムトランド訪問は1889年の夏。翌年夏に、友人たちとハイキングに行って、歌を作っては演奏した記録がある。
1895年秋にストックホルムへ移り、音楽批評を始めた。翌年には、スウェーデンの大手新聞ダーゲンス・ニュヘテル(Dagens Nyheter)の音楽評論家として雇用され、1930年までそのポストにあった。彼の批評は正直であるが刺があり、評論は大衆に受け入れられて読まれたが、同時に敵意と嫉妬を煽った。
この期間は、作曲家としては危機の時代であった。管弦楽作品では、5曲の交響曲のうち認められたのは第3番『ラップランド』、歌劇は『アルンヨート』だけだった。同時代の作曲家ヒューゴー・アルヴェーンとヴィルヘルム・ステーンハンマルと比べると、どうしてもその影は薄い。
1914年にイェムトランドのストゥーシェン(Storsjon)湖にあるフレースエー(Frösö)島に別荘「ソンマルハーゲン」を作り、自分では世界で最も美しい景色の土地と称していた。1930年より、その地に永住した。
1896年にピアノのために8曲の小品を発表し、作曲家としては成功したと見なされる。その作品が『フレースエー島の花々』である。
この作品はエドヴァルド・グリーグの『抒情小曲集』を彷彿とさせ、さらにシューマンの影響を見ることができるが、すでにペッテション=ベリエルの作風が明瞭である。すなわち、表現力豊かな旋律、新鮮で独特な和声、柔軟なリズムなどである。
1942年12月にエステサンドの病院で逝去。病室の窓からは、遠くフレースエー島を望むことができたという。
ペッテション=ベリエルがスウェーデン国民によって認められたのは、多くのピアノ小品、ロマンサー（北欧の歌曲）と合唱曲を通してであった。死後50年たっても、ペッテション=ベリエルは未だに全てのスウェーデンのクラシック音楽の最も人気がある作曲家の一人である。

## 主な作品

### 管弦楽曲
交響曲は5曲が残されている。
交響曲第2番『旅は南風とともに』(1910)は、当時ドイツより南に行ったことなかった作曲者が、南国を思い描きながら作曲したもの。序奏に続く主旋律は底抜けに明るい。
交響曲第3番『ラップランド』(1915)は、第2番とは反対に、北部を題材にしている。ラップランドはスウェーデンとフィンランドの国境付近であり、その民謡を素材として交響曲が作られた。管弦楽にピアノを加えていること、第2楽章スケルツォで独特の8分の10拍子のリズムを用いていることなどが特徴である。
『ヴァイオリンと管弦楽のためのロマンス』(1915)は、10分程度の協奏曲的作品。切なくも美しいヴァイオリンの旋律が聴くものの心をとらえる。

### ピアノ曲
代表作『フレースエーの花々』（Frösöblomster,『フレセ島の花々』などとも訳される）は、3巻からなり、それぞれ6曲から8曲を含む。技巧的には決して難易度の高くない曲だが、芸術的な完成度は高い。
- 第1巻(Op.16,1896)
  - 帰還
  - 夏の歌
  - ローンテニス
  - 薔薇に寄す
  - お祝い
  - フレースエーの教会で
  - 夕暮れに
  - 挨拶

5曲は管弦楽に編曲
- 第2巻(1900)
  - お日様への挨拶
  - イェムトランド
  - 森の奥深く
  - 聖ローレンスの祝日に
  - 浜辺に寄せる波
  - 想い出
- 第3巻(1914)
  - 前奏曲
  - 夏の隠れ家に入居して
  - 夕べの風景
  - 民衆のユーモア
  - 荒野の招き
  - ポプラの木の下で
  - 何年も過ぎ

### 歌曲
スウェーデン民謡に基づく歌曲が多数。ピアノの伴奏が美しいことでも有名。
6曲のオペラがある。
- 『ラン』(1903)
- 『アルンヨート』(1910)